# HST (raper)
HST, właściwie Dawid Kaczorek (ur. 7 czerwca 1982 w Katowicach) – polski raper. Swoją karierę zaczynał współpracując w duecie z Riskiem w grupie Prohibeate. Po nieudanej próbie wydania legalnej płyty, HST rozpoczął solową karierę. Niedługo potem został zauważony przez IGS-a i Jajonasza, którzy pomogli mu zaistnieć na scenie hip-hopowej. W 2002 roku wydał płytę Masy ludu. Na językach. W 2012 roku ukazała się reedycja debiutu rapera. 13 maja 2014 roku wydał drugi album studyjny Sen koszmarny, nakładem wytwórni My Music.

## Dyskografia
Albumy solowe
| Rok                        | Album                                                                     | Pozycja na liście |
| Rok                        | Album                                                                     | POL               |
| -------------------------- | ------------------------------------------------------------------------- | ----------------- |
| 2002                       | Masy ludu. Na językach - Data: 24 października 2002 - Wydawca: IGS Studio | –                 |
| 2014                       | Sen koszmarny - Data: 13 maja 2014 - Wydawca: My Music                    | 46                |
| „–” album nie był notowany |                                                                           |                   |

Inne
| Rok  | Utwór | Album                              | Źródło |
| ---- | --- | ---------------------------------- | ------ |
| 2000 | „Za mikrofonami” – IGS (gościnnie: HST, Fokus, Dene) | Ekspedycje                         | [ 8 ]  |
| 2001 | „Intro” – IGS (gościnnie: Dene, HST, Seon, Dusia) „Słyszysz hast” – IGS (gościnnie: HST) „Cały komentarz” – IGS (gościnnie: HST) | Alchemia                           | [ 9 ]  |
| 2002 | „Ten inny świat” – Moral (gościnnie: HST, Ilona) | M                                  | [ 10 ] |
| 2003 | „Komercyjny rap” – Tede (gościnnie: HST) | 3h hajs, hajs, hajs                | [ 11 ] |
| 2004 | „Alkoholiko” – Teka (gościnnie: HST) | Chcę, więc potrafię                | [ 12 ] |
| 2004 | „S.O.S. (Serce okaż suce)” – Pih (gościnnie: Pyskaty, HST) | Krew, pot i łzy                    | [ 13 ] |
| 2005 | „Na bank” – IGS (gościnnie: HST) | Na klucz                           | [ 14 ] |
| 2005 | „Dobry rap” – WSZ & CNE (gościnnie: Jajonasz, HST) | Jeszcze raz                        | [ 15 ] |
| 2006 | „Zapnij pasy” – IGS (gościnnie: HST) | Garaże                             | [ 16 ] |
| 2007 | „Jest nadzieja” – Waves (gościnnie: HST, Evah) | Tru Luv 4 Music                    | [ 17 ] |
| 2007 | „Mój Śląsk” – Styl V.I.P. (gościnnie: HST, Jajonasz) | Wyjść na prostą                    | [ 18 ] |
| 2008 | „Relax” – MeriDialu (gościnnie: HST, Kams, Aicha, DJ Bambus) | Dekada                             | [ 19 ] |
| 2008 | „Już dawno nie” – Fokus (gościnnie: HST) | Alfa i Omega                       | [ 20 ] |
| 2009 | „Szykuj się” – Fabuła (gościnnie: HST) | Dzieło sztuki                      | [ 21 ] |
| 2009 | „Na językach (Wersja pierwsza)” – KRI. (gościnnie: HST) | Kunszt                             | [ 22 ] |
| 2010 | „Triumf” – Lukatricks (gościnnie: HST) „Trzeba wziąć” – Lukatricks (gościnnie: Joka, HST, Fokus) „Muzyka i Śląsk” – Lukatricks (gościnnie: HST, Fokus, Siwydym) „Talar” – Lukatricks (gościnnie: HST, Bas Tajpan, Moral/Gano) „Nienawiść” – Lukatricks (gościnnie: HST) „Złap ze mną kontakt” – Lukatricks (gościnnie: HST, Eldo) „Jestem w grze” – Lukatricks (gościnnie: HST, Gano) „Podaruj mi trochę słońca” – Lukatricks (gościnnie: HST, Fokus, Gano) „To Ci ma dać” – Lukatricks (gościnnie: HST, Gano) „Nigdy tak” – Lukatricks (gościnnie: Moral/Gano, HST) | Czarne złoto                       | [ 23 ] |
| 2011 | „Kilka kostek lodu” – Moral, Gano (gościnnie: HST) | Przeminęło z dymem                 | [ 24 ] |
| 2011 | „Może to dziwki i basen?!” – Karim (gościnnie: HST) | Warto wiedzieć                     | [ 25 ] |
| 2011 | „Na zdrowie!!” – Bezimienni (gościnnie: HST) | Co mnie nie zabije to mnie wzmocni | [ 26 ] |
| 2012 | „Się nie wychylaj” – 19SWC (gościnnie: HST) | Dziewiętnaście stopni w cieniu     | [ 27 ] |
| 2012 | „Dajemy rap poważnie” – Toony (gościnnie: HST) | S.Z.W.A.B.                         | [ 28 ] |
| 2012 | „Niesiemy prawdę 2” – Chada (gościnnie: Bonson, Pih, HST, WSRH, South Blunt System) | Jeden z Was                        | [ 29 ] |

## Teledyski
| Rok  | Tytuł                                         | Reżyseria/Realizacja | Album                  | Źródło |
| ---- | --------------------------------------------- | -------------------- | ---------------------- | ------ |
| 2012 | „Alkoholizm” (gościnnie: Fokus)               | NewBlack             | Masy ludu. Na językach | [ 30 ] |
| 2013 | „Brat co za bit (jadę, jak dzik)”             | Distortmedia         | Sen koszmarny          | [ 31 ] |
| 2014 | „Notatka samobójcy” (gościnnie: Sylwia Dynek) | Smoła Studio         | Sen koszmarny          | [ 32 ] |
| 2014 | „Gnój”                                        |                      | Sen koszmarny          | [ 33 ] |